# Fontaines du Théâtre-Français
Las dos fuentes del Théâtre-Français se levantan en el barrio Palais-Royal del 1 . de París, en la plaza André-Malraux. Embellecen el elegante cruce de caminos entre Avenue de l'Opéra y Rue de Rivoli. El distrito Palais-Royal es un lugar importante para el turismo y el comercio, pero también para la cultura con la proximidad del museo del Louvre, la Comédie-Française y la Ópera Garnier.

## Histórico
Las fuentes del Théâtre-Français forman parte de las numerosas obras de finales del sigloXIX, durante el período de gran planificación urbana parisina bajo la égida del barón Haussmann. Fueron realizadas bajo la dirección del arquitecto Gabriel Davioud, entre 1872 y 1874.

## Descripción
Cada una de las fuentes consta de dos cuencos circulares de piedra coronados por una alta columna que lleva la estatua de una graciosa ninfa de bronce. El basamento que sostiene la pila superior está decorado con cuatro figuras de niños sentados en bronce.
La primera fuente situada a la salida de la rue de Richelieu, frente a la Comédie-Française, está decorada con la Ninfa alada del río, obra de Mathurin Moreau. Las cuatro figuras de niños en la base de la palangana son de Charles Gauthier.

La segunda fuente, situada a la entrada de la rue du Faubourg-Saint-Honoré, está coronada por la Ninfa Marítima realizada por Albert-Ernest Carrier-Belleuse, autor de las monumentales Torcheres de la escalera principal del Palais Garnier. Las cuatro figuras de niños sentados en la base inferior del lavabo son obra de Louis-Adolphe Eude.

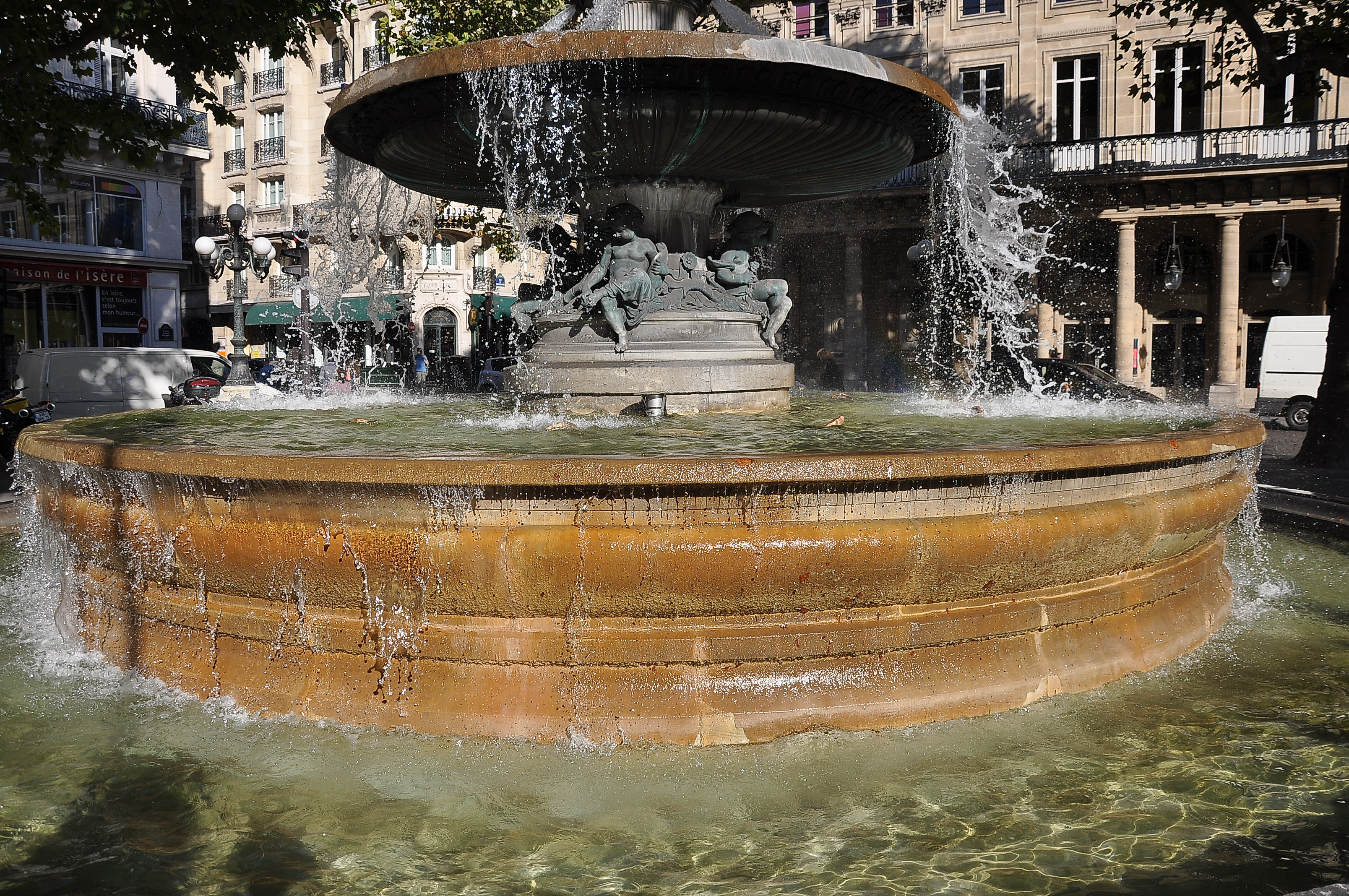
Cuatro figuras de niños sentados de Charles Gauthier
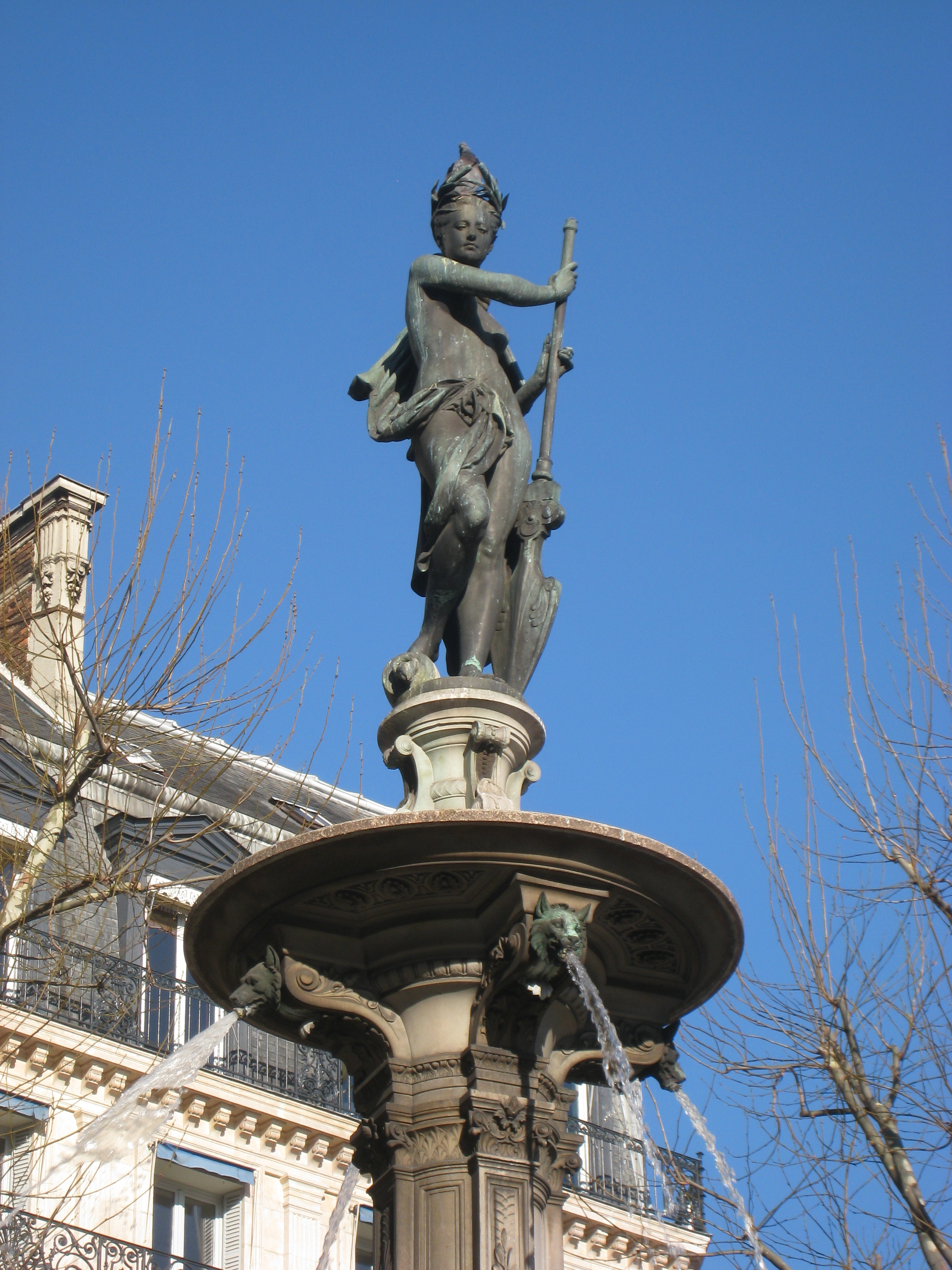
Ninfa marítima por Carrier-Belleuse .
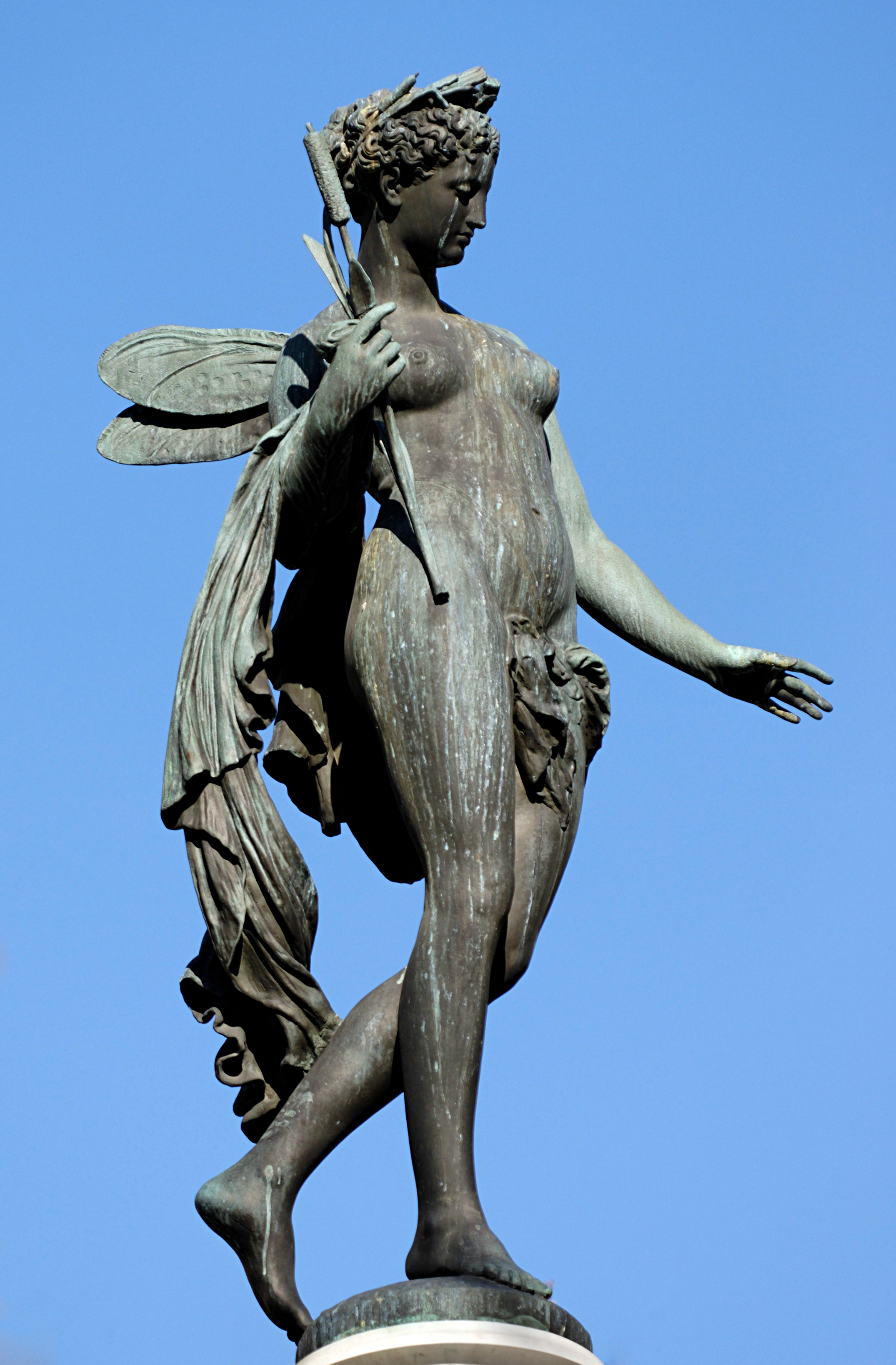
Ninfa alada del río de Mathurin Moreau .
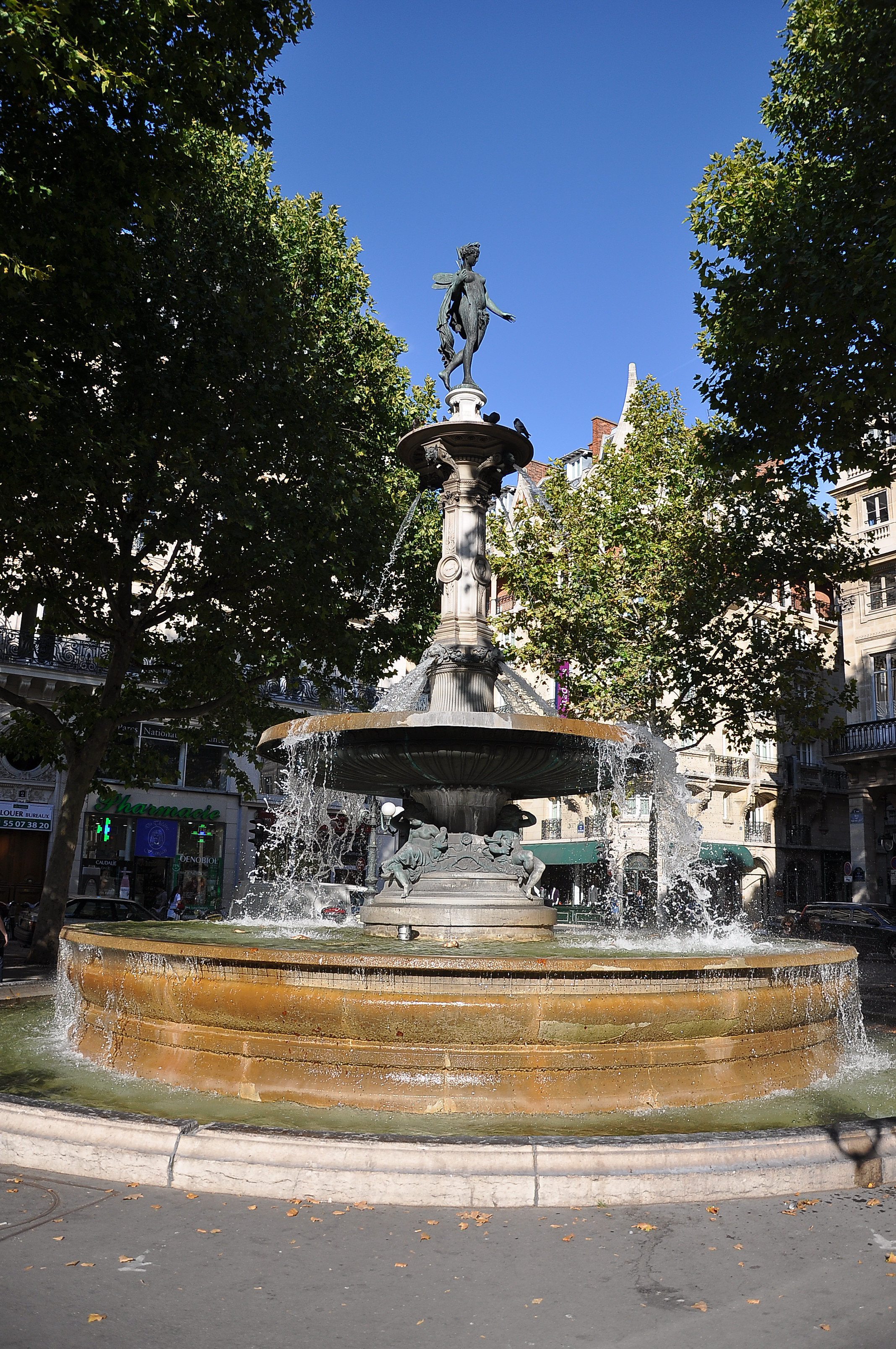
Fuente de la Ninfa Alada del Río .
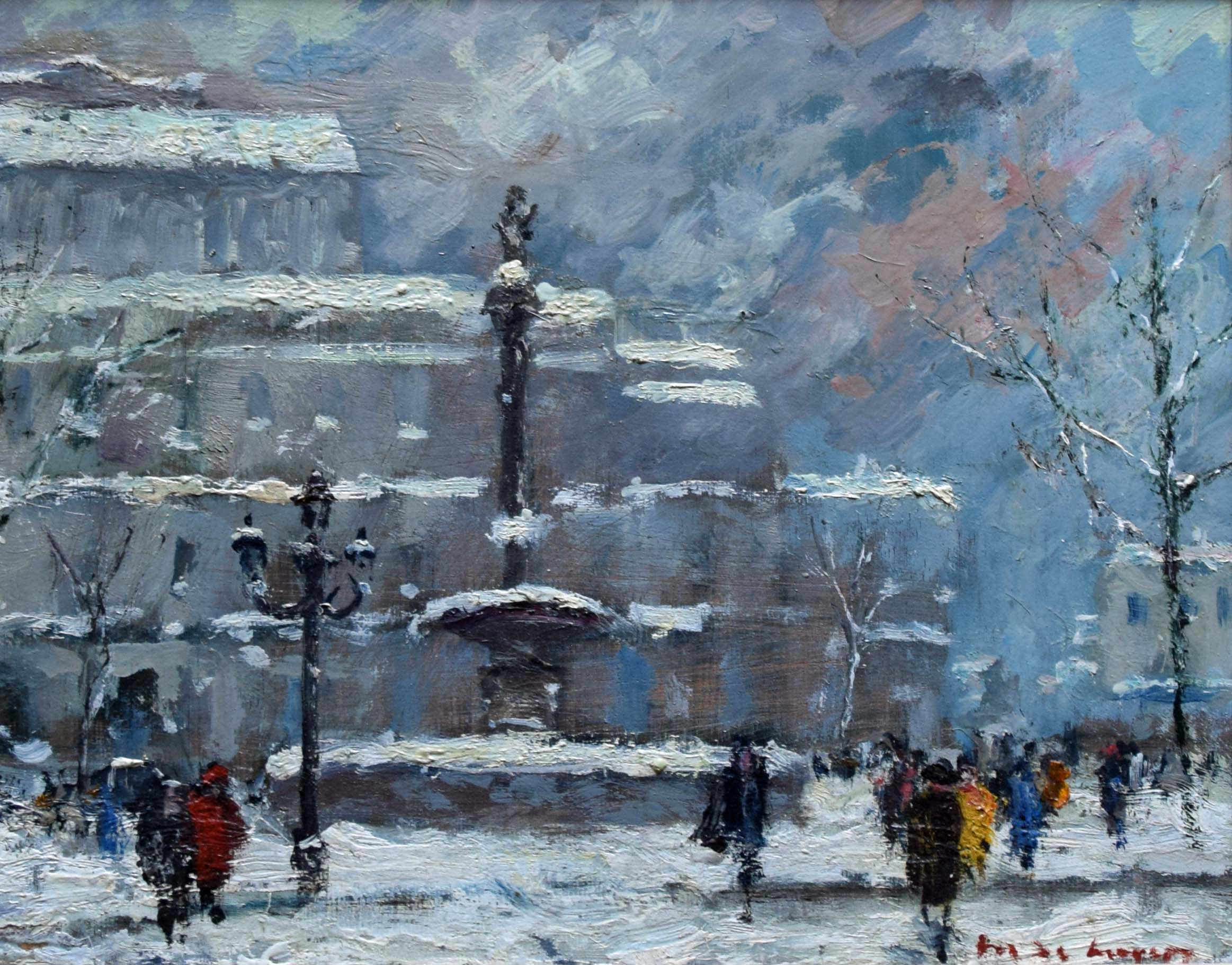
Place du Théâtre-Français de Maurice De Meyer .